# The Secret Nest
The Secret Nest è un cortometraggio muto del 1914. Il nome del regista non viene riportato.

## Produzione
Il film fu prodotto dalla Biograph Company.

## Distribuzione
Distribuito dalla General Film Company, il film - un cortometraggio in una bobina - uscì nelle sale cinematografiche statunitensi il 12 settembre 1914.